# Ischnoptera atrata
Ischnoptera atrata es una especie de cucaracha del género Ischnoptera, familia Ectobiidae. Fue descrita científicamente por Hebard en 1916.
Habita en Trinidad y Tobago y Guyana.